# 警部補
警部補（けいぶほ、英称：Inspector）は、警察法第62条に規定される日本の警察官の階級の一。警部の下、巡査部長の上に位置する。

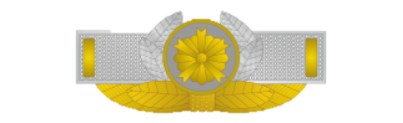
警部補の階級章

## 概要
多くの警察本部では主任〜係長、警察署では係長級、交番では俗に「ハコ長」と呼ばれる交番の責任者（交番所長）となる。英語のInspector及びLieutenantの訳語にも充てられる。公式な英訳については「警察官及び皇宮護衛官の階級等の英訳について（通達）」（平成25年3月1日警察庁丙人発第70号）により従来Assistant Police Inspectorであったものを平成25年よりInspectorと改めている。
日本の警察組織上、警部補は中級幹部とされ、一定の年齢を超えた者を除き、管区警察学校（北海道は道警察学校）の「警部補任用科」で教育を受ける事となる。
全警察官の約29％にあたる87000人が警部補である。
制帽は紺色の一本ラインが入り、制服（冬服および合服上衣）の両袖には金色・斜め一本線の袖章が入る。

## 階級の位置と役割
警察法第62条に規定され、警視総監・警視監・警視長・警視正・警視・警部に次ぐ第7位に位する。警察実務ではチームリーダーとして現場責任者としての役割を担う。この階級より部下の勤務評定を実施することから、交番所長・警察署係長・機動隊小隊長などの小規模ユニットの長として活躍する。特に地域警察部門では交番所長や駐在所所長といった、一般市民と密接な場所の責任者にもなる。

## 任官
原則として、都道府県警察官採用試験に合格し採用された者（いわゆるノンキャリア）は学歴に関わらず巡査が初任である。巡査部長としての実務経験が大卒・専門（4年制）卒者で2年以上、短大卒者（もしくはそれと同等の学歴・資格を有する者）で3年以上、その他の者（高卒者等）で4年以上あれば、昇任試験の受験資格を得る。従って、早い者は20代のうちに昇任することができる。巡査部長として一定程度の経験を積んだ者が昇任し、現場のリーダーとして活躍する場合が多い。
国家公務員総合職試験に合格し警察庁に採用された警察官（キャリア）は警部補を初任とし、昇任試験も課されない。

## 複数警部補制について
基本的に一つの係・班で係長や主任を担うが、警視庁・北海道警察など大規模な組織編成の警察においては、一つの係・班に複数の指揮官を置く制度を採っており、巡査における巡査長と同じく、警部補の中においてもリーダー格となる人物を配置する必要が生じた。
よって2003年現在では（警視庁の場合）「警視庁複数警部補制運用要綱」（平成15年2月3日通達甲（副監．総．企．管）第1号）の規定により、選任された警部補は他の警部補に対して指揮命令を下すことが出来る立場の役職としている。この警部補は責務の上昇に伴い、警部の給与等級である5号級が支給されるため、「5級職警部補」と呼称されるが、運用上では「統括警部補」等の通称で呼ばれている。5級職警部補の選任は、警部への昇任試験の際に2段階の合格ラインを設け、警部まで届かずとも第1段目の合格ラインに達した成績の者に対して発令している。制服勤務の場合は、制服の右ポケット上端から5ミリメートル上部に金色の統括警部補章を着装しているため識別は容易。なお、北海道警察でも一部の警察署に統括警部補が置かれている。
また実務では警部階級にある者と同様の働きが期待されるが、警部に与えられる逮捕状請求権をはじめとした法律上の諸権限は有していない。
これは警部以上の警察官においては階級ごとの定員が厳密であるが故、広大地域を管轄する北海道警察・首都であり人口過密地域を管轄する警視庁という各地域事情に階級制度が追い付いておらず、現場における弾力的運用という事情によるものである。

## 役職
- 警察庁
  - 係長心得
- 警視庁本庁
  - 主任
  - 執行隊小隊長
- 道府県警察本部
  - 係長
  - 執行隊小隊長
- 大規模警察署（署長が警視正）
  - 課長代理、係長、係長代理
- 小規模警察署（署長が警視）
  - 課長代理、課長補佐、係長、係長代理
- 交番、駐在所
  - 交番所長、駐在所長

課長代理は、千葉県警など。